# Декларація незалежності Бірми
Декларація незалежності Бірми (бірм. လွတ်လပ်ရေးကြေညာစာတမ်း) була офіційно оприлюднена 4 січня 1948 року внаслідок Акту про незалежність Бірми 1947 року, який поклав край британському правлінню в Бірмі (нині відома як М'янма). Ця дата тепер відзначається як офіційне національне свято — День незалежності. Декларацію було написано спільно Завгієм, Мін Тху Вуном, Він Пе і Він Сейном, а перекладено англійською мовою Маунг МаунгУ Тан, Кхін Маунгом і Кхін Зау.

## Історія
Японське вторгнення в Бірму під час Другої світової війни було розпочато з Малайї в грудні 1941 року. Це призвело до поразки британських та індійських військ і японського правління, але протягом 1942 року нові правителі пообіцяли надати Бірмі незалежність після війни, вважаючи, що це дасть бірманцям частку в перемозі країн Осі, створить опір майбутньої реколонізації західними державами та призведе до більшої військової та економічної підтримки японських військових зусиль з боку Бірми. 8 травня 1943 року було сформовано Підготовчий комітет з питань незалежності Бірми під головуванням Ба Мо, а 1 серпня 1943 року було проголошено номінально незалежну державу Бірма де Ба Мо обійняв посади голови держави («Наінгадо Адіпаді»), а також прем'єр-міністра.
У результаті Бірманської кампанії 1944—1945 років, яку вели проти японців і нової держави Бірма Британська імперія, Китайська Республіка та Сполучені Штати, Бірма повернулася під контроль Великої Британії, але вона чинила опір цьому. Новий лейбористський уряд Клемента Еттлі вирішив надати Бірмі незалежність, що призвело до ухвалення у 1947 році акту про незалежність. 10 грудня 1947 року Акт отримав королівську згоду, а 4 січня 1948 року виник Бірманський Союз, як нова незалежна республіка, що не входить до складу Британської імперії.
До сьогодні Бірма залишається незалежною республікою поза межами Співдружності Націй.